# Клейтън (окръг, Джорджия)
Окръг Клейтън (на английски: Clayton County) е окръг в щата Джорджия, Съединени американски щати. Площта му е 373 km², а населението - 271 240 души. Административен център е град Джоунсбъро.